# Bendición a fray León

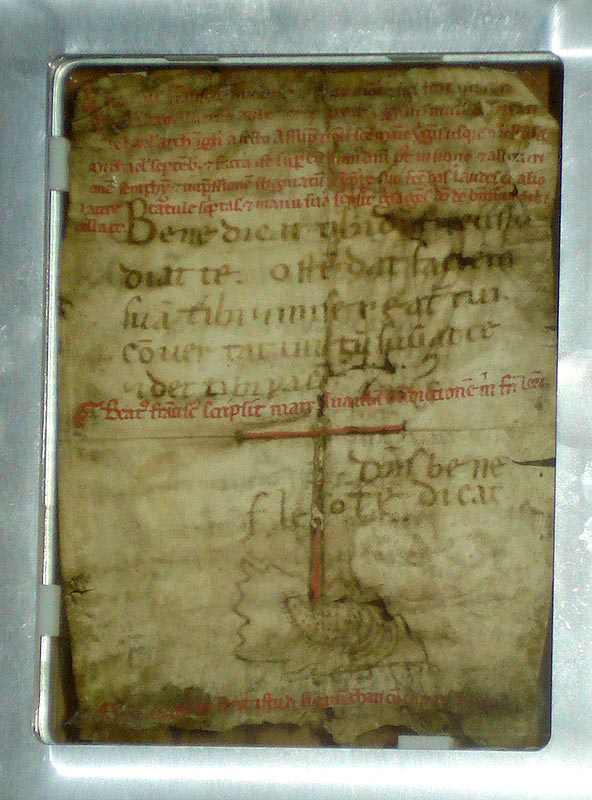
Bendición a fray León

La bendición de san Francisco de Asís al hermano León, escrita en un pergamino de diez centímetros de ancho por catorce de largo, es uno de los tres autógrafos que se conservan del Santo de Asís. Los otros dos autógrafos son las Alabanzas al Dios Altísimo (que se conserva, al igual que la Bendición a fray León, en la Basílica de San Francisco de Asís), y una carta personal que san Francisco escribió al mismo fray León, que se guarda en el archivo de la Catedral de Spoleto, en Italia.

## Historia de fray León de Asís y de la «bendición»
Fray León de Asís era un sacerdote que llegó a ser el más célebre de los compañeros de Francisco de Asís, uno de sus predilectos y más amados. San Francisco lo tuvo como confesor, inseparable secretario (por ser conocedor del latín y suficientemente culto, fue su principal amanuense), y enfermero. Francisco le hacía a fray León confidente de sus secretos y, probablemente por su sencillez y simplicidad, le llamaba «ovejuela de Dios». En agosto de 1224, fray León fue uno de los que acompañaron a Francisco al monte Alvernia donde, según los escritos de Buenaventura de Fidanza y otros documentos de la época, el «pobre de Asís» recibió los llamados «estigmas de Cristo», para luego escribir en un trozo de pergamino las Laudes Dei altissimi (Alabanzas al Dios Altísimo). Fray León habría sido el testigo más próximo a Francisco en el momento de su estigmatización, aunque muchos serían los testigos de sus estigmas luego de la muerte de Francisco.
En ese tiempo, estando el hermano León atormentado por una terrible tentación, guardaba la esperanza profunda de que las palabras del Señor junto a algún manuscrito del hermano Francisco le retornarían la calma. A pesar de ello, no se atrevía a revelarle tal deseo a su santo hermano mayor. Sin embargo, y según la interpretación de los biógrafos de Francisco de Asís, el Espíritu de Dios inspiró a Francisco a escribir y entregar a su fraile las siguientes palabras, del texto de Números 6:24-26:

El Señor te bendiga y te guarde;
ilumine su rostro sobre ti y tenga misericordia de ti.
Vuelva a ti su rostro y te conceda la paz.
El Señor te bendiga, hermano León.

E hizo la siguiente acotación: «Toma para ti este pliego y consérvalo cuidadosamente hasta el día de tu muerte». Al instante, desapareció del todo la tentación, según narra Tomas de Celano (2C. 49).
El escrito finaliza con el bien amado signo de la Tau franciscana.
El hermano León anotó posteriormente en esa chartula o pedacito de pergamino una serie de acotaciones autobiográficas con tinta roja: «El bienaventurado Francisco escribió de su puño esta bendición para mí, hermano León». Y debajo del cráneo, signo del primer Adán salvado con la muerte en cruz del segundo Adán (Jesús) el hermano León apuntó: «También de su puño hizo el signo TAU y la cabeza».
El hermano León tuvo sus pruebas interiores, y Francisco se las adivinaba, como si viera reflejada su alma en el cristal de su candidez. Una vez, para animarle, le escribió una carta, también autógrafa, que se conoce como Carta de libertad evangélica:

Hermano León, tu hermano Francisco: Salud y paz.
En este escrito dispongo y te aconsejo reduciendo todas las palabras que hemos hablado en el camino. Y, si después tienes necesidad de venir a mí en busca de consejo, mi consejo es éste: haz en todo, con la bendición de Dios y mi obediencia, lo que te parezca mejor como agrado del Señor, y sigue sus huellas y pobreza. Y si te es necesario para tu alma, por motivo de otro consuelo, y quieres venir a mí, ven, León.
Francisco de Asís

Ese billete fue, para el hermano León, el refrendo de la libertad evangélica, la alegría de su libertad franciscana.
León siguió acompañando fielmente a Francisco en circunstancias cruciales de la vida del «pobre de Asís» incluso cuando, casi ciego, compuso el Cántico de las Criaturas o Cántico del Hermano Sol. Estuvo a su lado en el último regreso a la Porciúncula. Al final, cuando el cuerpecillo de Francisco era ya un desecho humano, confió el cuidado de su persona a cuatro de los más suyos, que le merecían un amor singular. Uno de ellos fue el hermano León, permitiéndole que le tocara sus sagradas llagas cuando le cambiaba las vendas manchadas con su sangre, lo cual era para fray León un gozoso y a la vez doloroso rito.
Francisco, celoso de que nadie se percatara del privilegio que significaban sus estigmas —privilegio del que se consideraba a sí mismo indigno—, llegó a tener con el hermano León esta delicadeza excepcional: una vez, colocó con amor su mano llagada sobre el corazón del hermano León; y este, respirando admiración y estupor, prorrumpió en entrecortados sollozos.
En el momento de la muerte de Francisco, acaecida el 3 de octubre de 1226, fue al hermano León y al hermano Ángel Tancredi a quienes les pidió que entonaran el Cántico de las Criaturas, con el estreno de la estrofa que compuso para aquel momento sobre «su hermana la muerte».
Fray León también asistió a Clara de Asís en los instantes de su muerte, el 11 de agosto de 1253, sin querer separarse de su lecho. Gran parte de las fuentes biográficas sobre san Francisco, desde la Vida segunda de Celano en adelante, se inspiran en los recuerdos que dejó escritos el hermano León. Más aún, el sector de los «espirituales» de la Congregación le miró como la personificación y el testigo de excepción del auténtico ideal del fundador.

## Análisis del contenido del pergamino
La bendición al hermano León no es totalmente original de san Francisco. Las tres primeras líneas reproducen una solemne fórmula de bendición sacerdotal con la cual en el Antiguo Testamento el Señor pidió que se invoque su nombre sobre los israelitas:

El Señor te bendiga y te guarde;
ilumine su rostro sobre ti y tenga misericordia de ti.
Vuelva a ti su rostro y te conceda la paz.
Libro de los Números 6, 24-26

Sin embargo, san Francisco incorpora las palabras finales: «El Señor te bendiga, hermano León», otorgando a la bendición el matiz propio de la presencia de un Dios personal ya que, según el evangelio de Juan, el Señor Jesús «llama a sus ovejas una por una», conoce a sus ovejas por su nombre (cf. Juan 10, 3). Así, por la mediación del «pobre de Asís», se cumplirían en fray León aquellas palabras de amor del Señor Dios a Israel: «No temas, que yo te he rescatado, te he llamado por tu nombre. Tú eres mío» (cf. Isaías 43, 1).

## Las reliquias que Francisco legó a fray León

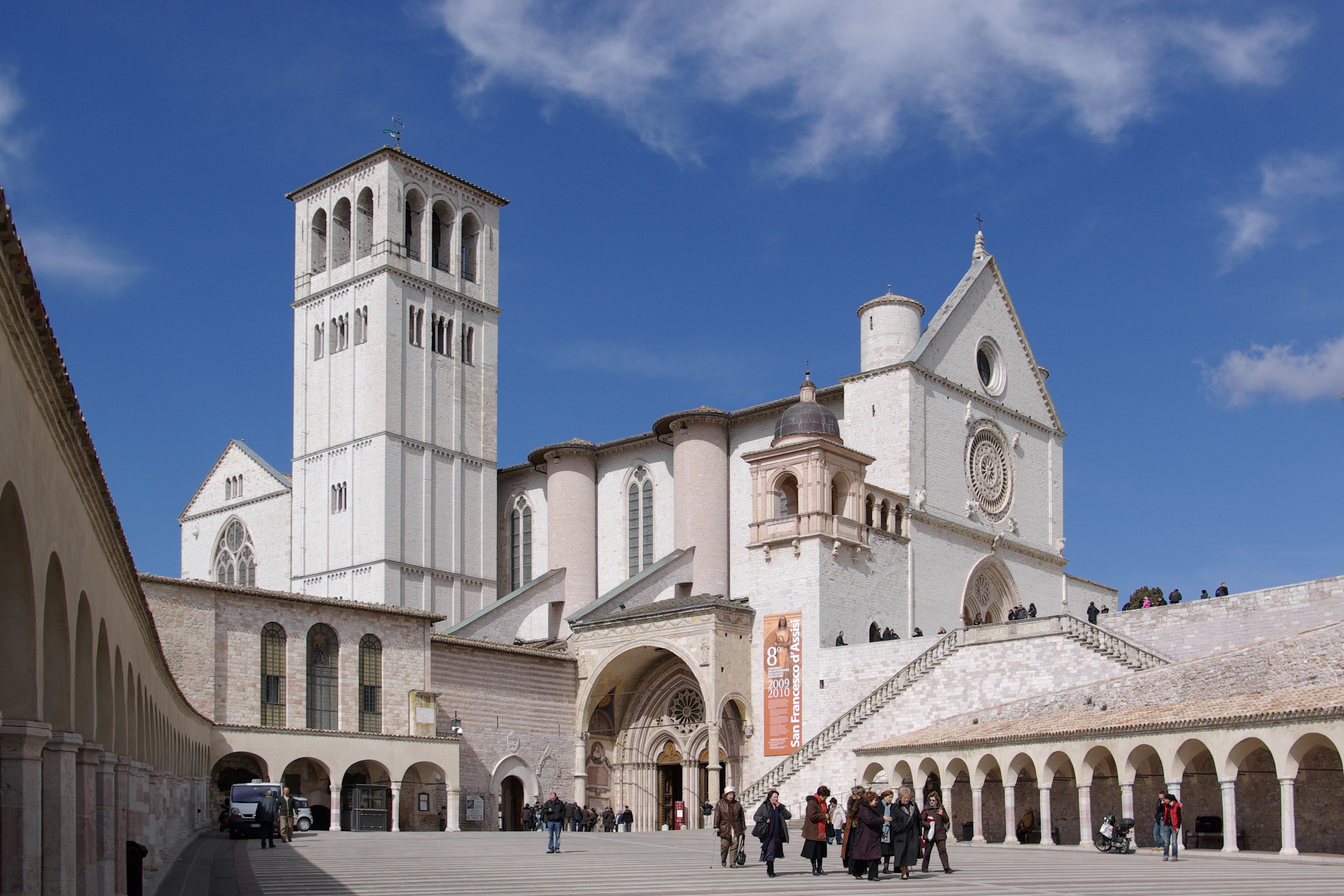
Basílica de San Francisco de Asís

Francisco legó a fray León, no solo su famosa Bendición y la Carta de libertad evangélica, sino también su hábito, quizá el más precioso de los legados. Poco antes de morir, el intuitivo Francisco le dijo a fray León: «Esta túnica es tuya».
La Bendición a fray León y el hábito de Francisco se conservan en la «Capilla de las Reliquias» de la Basílica de San Francisco de Asís, lugar proclamado patrimonio de la Humanidad por la UNESCO en el año 2000. Allí se veneran, junto con otro autógrafo de Francisco (las Alabanzas al Dios Altísimo), el texto original de la Regla franciscana (considerada como la Carta Magna del movimiento franciscano) y otros pocos objetos que se conservaron: sus sandalias de piel, el cuerno de marfil (regalo de Melek-el-kamel, Sultán de Egipto, en 1219), y el cáliz y la patena empleados por los frailes en La Porciúncula.
Siguiendo el consejo de Francisco, fray León conservó celosamente el manuscrito con la bendición hasta su propia muerte, acaecida el 13 de noviembre de 1271. Gracias a él tenemos esta reliquia autógrafa inapreciable: el pequeño pergamino en el cual se notan claramente los dobleces en cuatro, y el roce con la túnica de fray León, quien lo guardó mejor que el más preciado talismán, ya que la bendición que contenía le había devuelto la alegría y la paz.
Ese pergamino, tan pequeño como sencillo, es uno de los testimonios fidedignos, no solo de la espiritualidad de Francisco, sino también del afecto profundo y del reconocimiento que el «pobre de Asís» le profesó a fray León.